# Cheumatopsyche wrighti
Cheumatopsyche wrighti là một loài Trichoptera trong họ Hydropsychidae. Chúng phân bố ở miền Tân bắc.